# Ehemalige Herzogliche Papiermühle zu Bützow
Die ehemalige Herzogliche Papiermühle zu Bützow (auch: Papierfabrik Bützow, auch: Papierfabrik Bützow A.G., auch: Papierfabrik Bützow G.m.b.H.) war eine ehemalige, im 16. Jahrhundert begründete und bis 1945 betriebene Papiermühle. Sie lag Vor dem Rühner Tor, außerhalb der einstigen Wallanlage der ehemaligen Bischofsresidenz und Universitätsstadt Bützow im Landkreis Rostock in Mecklenburg.

## Lage
Die Mühle entstand auf einer Sandlinse außerhalb des Stadttors  (Rühner Tor)  am Südufer des Bützower Sees. Die Fläche in Seerandlage wurde durch einen Warnowarm (Wallgraben) in 8 Meter breite durchquert. In östlicher Richtung befand sich das Suburbium des ehemaligen slawischen Burgwalls am Hopfenwall. Auf dem westlich angrenzenden Gebiet befand sich bis 1828 ein Kirchhof.

## Geschichte

### 16. bis 17. Jahrhundert
Der Buchdrucker der Universität Rostock Jakob Lucius hatte bei seiner Anstellung im April 1564 in Rostock zugesagt, schönes weißes Papier für seine Drucke zu verwenden, aber bei der Beschaffung muss er Schwierigkeiten gehabt haben, da ihm im Jahre 1574 vom Universitätskonzil vorgehalten wurde, dass er weder die Drucke für die Professoren schnell besorgte, noch das er reines, gutes Papier verwandte. Als Reaktion darauf ließ der Drucker Lucius dem Bützower Bürgermeister, Hanns Karsten, und den Ratsmitgliedern in Bützow eine Anregung zukommen. Folgend baten diese am 12. Mai 1578 den Herzog Ulrich, Administrator des Bistums Schwerin - Bützow, um die Erlaubnis, eine Papiermühle in Bützow anlegen zu dürfen. Als Standort für die Mühle schlug der Bützower Magistrat jenen Platz vor:

„Vor dem Wolker thor auff der stadt grund und boden bey der schweinebrücke auff dem freyen wasser“

1585 wandten sich nunmehr der Rektor und Konzil der Universität Rostock an den Herzog Ulrich mit der Bitte, die Ratsherren von Bützow zu veranlassen, eine Papiermühle zu bauen. Der Landesfürst erinnert die Stadt Bützow daran, dass sie schon vor Jahren ihre Bereitwilligkeit zu solchem Bau ausgesprochen hatten, und verlangte schließlich im Dezember 1585 eine Antwort:

„Ihr wollet berichten, an welchen Ort Ihr die Papiermühle zu legen bedacht seid!“

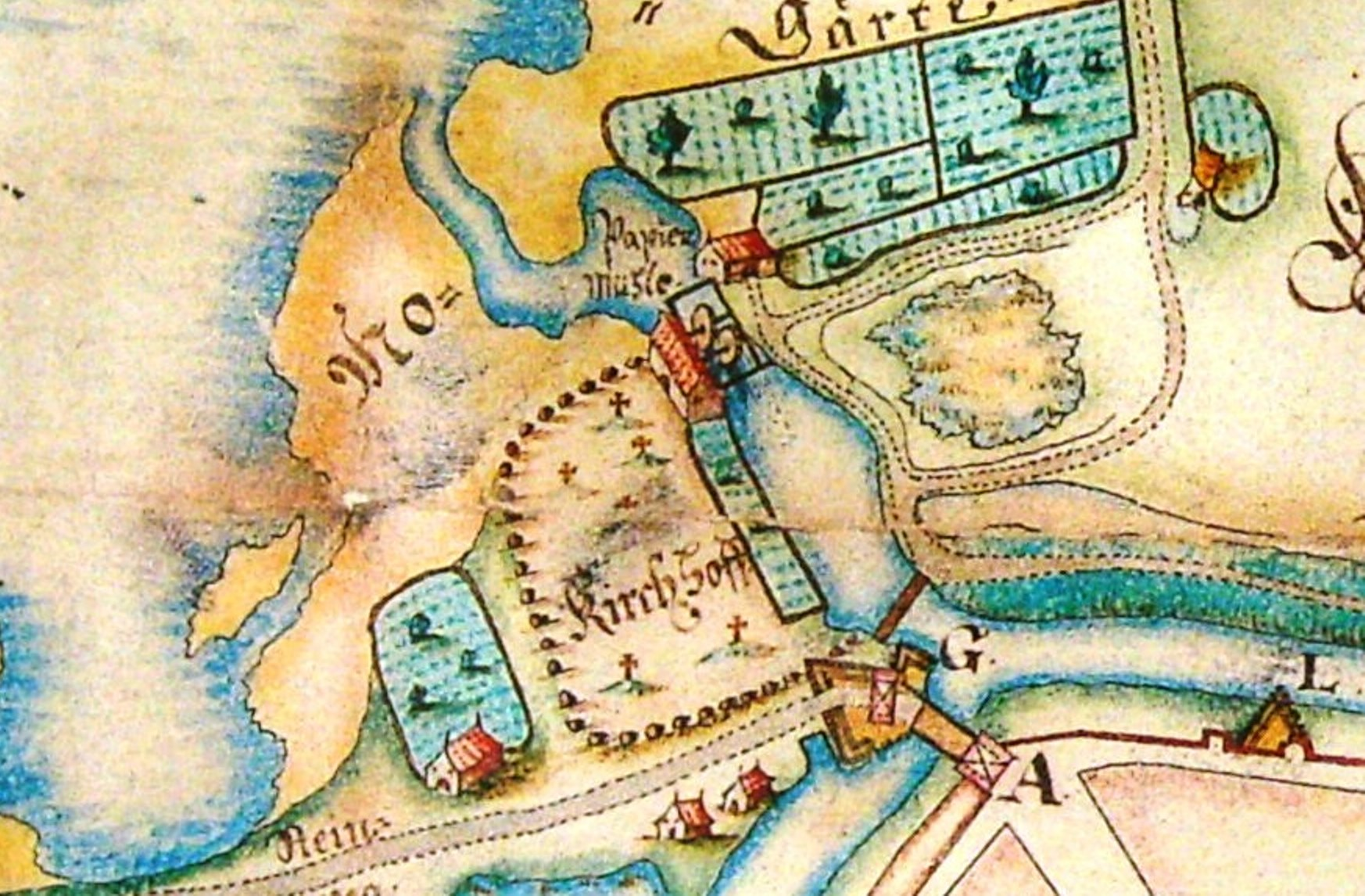
Standort der Papiermühle

Am 9. März 1586 erteilte der Herzog das privilegium zum Bau der Papiermühle. Mit Reskript des Herzogs erschien die Bedingung, dass die Papiermühle seinen Bützower Kornmühlen das Wasser nicht schmälern dürfe. Die Schwierigkeiten beim Bau einer solchen Mühle waren nicht sehr gering. Ein geeigneter Standort, d. h. Grund und Boden mit geeignetem Wasserlauf mussten vorhanden sein. Aber sie wurde nicht, wie anfangs vorgesehen Vor dem Wolker Tor auf dem Grund und Boden der Stadt gebaut, sondern auf dem herzoglichen Domanialland in der Nähe des Bützower Sees, da durch den Warnowarm auch ein ständiger Wasserzufluss mit entsprechendem Gefälle gesichert war.
Die Herstellung des Papiers erfolgte mit Hilfe von wasserkraftbetriebenen Stampfwerken. Die Fragen der Baustoffbeschaffung mussten geregelt werden, und vor allem waren ein erfahrener Papiermacher und entsprechende Arbeitskräfte nötig. Ebenso wurden geschickte Siebmacher und genügend Lumpensammler, die den Rohstoff für die Papierherstellung herbeizuschaffen hatten, benötigt. Diese Bedingungen wurden erfüllt, die Papiermühle zu Bützow konnte gebaut werden. Da ein Papierer kaum über die benötigten Finanzmittel verfügte, um eine Mühle zu errichten, wurde diese von dem Landesherren erbaut und in der Folge an einzelne Papiermacher verpachtet.
Schon um 1640 erschienen in den Akten immer wieder Klagen über die baulichen Verhältnisse und unzureichendes Wasser. Alle Papiermühlen haben starken Verschleiß; Wasserschaden war damals die Hauptgefahr. In den Herbst- und Winterstürmen bewegte sich das Wohnhaus gelegentlich so stark und machte einen lebensgefährlichen Eindruck, während zu anderen Zeiten die Feuerherren der Stadt den Zustand der Schornsteine immer wieder tadelten. Der Papiermüller und das herzogliche Amt gerieten häufig über die Erneuerung der Gebäude in Streit. Dadurch wechselten die Pächter sehr häufig. Um 1660 wurde die Papiermühle baufällig, worüber sich die Papierer noch 1685 energisch beschwerten. Erst gegen 1692 erfolgte die Instandsetzung der Mühle.

### 18. Jahrhundert
Die Geschäfte gingen gut, denn die Rentenrechnung von 1689/99 weist den Eingang von je 50 Reichstaler als halbjährliche Pacht für die Papiermühle in Bützow nach. Der Papiermüller geriet unter Verdacht, sein Fabrikat auszuführen, während die fürstlichen Kanzleien nie genug Papier bekamen. Dem Pächter wurde per Reskript verboten, Papier auszuführen. In der Folge stellte sich heraus, dass die Leistungsfähigkeit der Mühle einwandfreie war, dass aber der Müller sein eigenes Fabrikat nach auswärts versandte und dafür das an die Regierung zu liefernde von einer anderen Mühle bezog.
Der Amtsschreiber in Bützow berichtete 1701, dass der Papiermacher ein fleißiger Mann sei, der mit verschiedenen Hilfskräften arbeite und für sein Erzeugnis guten Abgang fände. Allerdings hätte er beständig Mangel an weißen Lumpen, so dass er weißes Papier in jedem Jahre nur 4. bis 6. Wochen lang anfertigen könne und sich in der Hauptsache auf die Herstellung von Druckpapier und Makulatur beschränken müsse. An das Rentamt lieferte er damals halbjährlich gegen 70 Ries verschiedener Papiere. Trotz geplanter Neubaumaßnahmen im Jahr 1741 kam es letztendlich nur zu einigen Nachbesserungen, da die Kosten höher als erwartet waren.

#### Papierherstellung in Bützow bis zum 18. Jahrhundert
Die Lumpen wurden gekocht, zerschnitten und kamen in das Stampfwerk (deutsche Geschirr). Das bestand aus einem Löcherbaum und der an der Mühlenwelle befestigten Hämmern. Diese zerschlugen die Lumpen in den Löchern des Eichenstammes zu Halbstoff. Der Faserstoff wanderte dann in den Holländer, dort entstand zwischen der stehenden und beweglichen Welle der Ganzstoff. Der entstandene Papierbrei, wurde in die Bütte hineingeleitet. Dann schöpfte der Büttgeselle mit dem Schöpfsieb von diesem Brei und schüttelte ihn geschickt, bis so etwas wie ein zusammenhängendes Blatt (Handgeschöpftes Büttenpapier) entstand. Auf Filzlagen wurde dann der Papierbogen abgelegt. Beim Gautschen kamen die Filzstapel als Ganzes unter die Presse, dann lief der Hauptteil des Wassers ab oder wurde vom Filz aufgesogen. Der dann entstandene Papierbogen war aber noch ziemlich feucht. Die Bögen wurden dann auf Haarlinien zum Trocknen aufgehängt, möglichst in frischer sauberer Luft. Danach kamen sie in den Leimbottich, damit die Oberfläche glatt wurde, darauf wurden sie abermals getrocknet und schließlich riesweise verpackt.

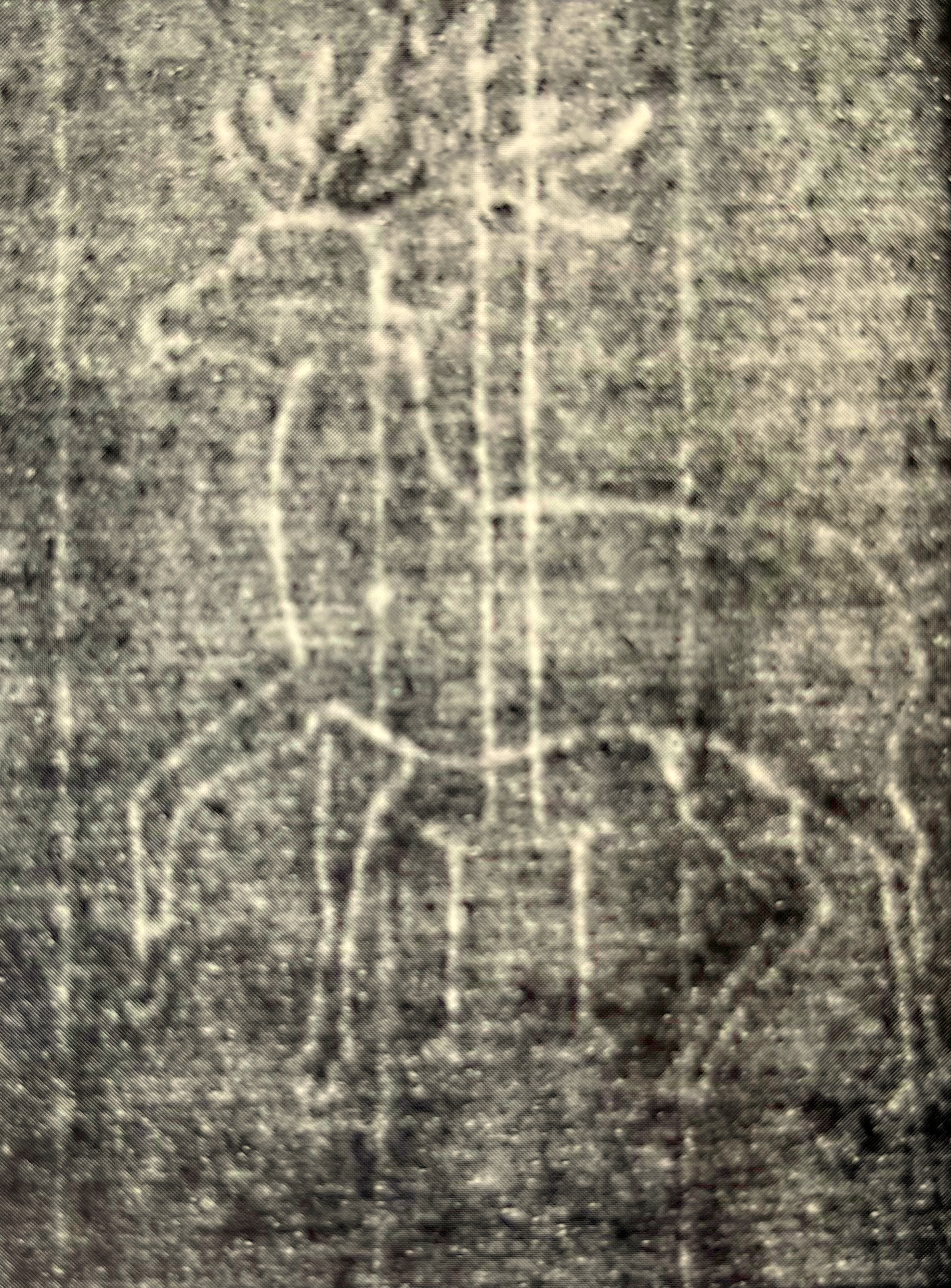
Bützower Mittelpapier von 1792 (Hirsch Wasserzeichen)

#### Wasserzeichen
Zur Kennzeichnung der einzelnen Papiermühlen bzw.-fabriken wurden schon sehr früh Wasserzeichen eingesetzt. Um diese herzustellen, wird dem Schöpfsieb, in die der Papierbrei hineingegossen wird, entsprechend der Figur erhöht.
Im Bützower Papier wurde zunächst ein adlich wapen verwendet. Später enthält das Herrenpapier den Adler und das Mittelpapier den Hirsch. Danach kommt die Hollandia, Amazone mit der Büttkrücke  und dem Schwert in den Händen, den Löwen zur Seite, beide von Plankenwerk umgeben, als Wasserzeichen der Bützower Produktion vor. Um 1800 werden auch die Initialen des Herzogs Friedrich Franz I. als FF im Schild des Landeswappens verwendet.

#### Pächter (Auszug)
In Bützow gab es im Laufe der Jahrhunderte vor allem Pächter, die sich unter schwierigsten Bedingungen eine Existenz schufen, jedoch häufig genug vor den Schwierigkeiten kapitulieren mussten.
- Andreas Kliforth (1615–1619)
- Jochim Hennings (1619–1623)
- Jacob Hennings (1623–1624)
- Jochim Bannitt (1624–1625)
- Lorenz Barß (1626–1634)
- Erdmann Barß (1634–1648)
- Nikolaus Arens (ab 1674)
- Johann Köhler (1685–1693)
- Elisabeth Köhler, geb. Rambow (Witwe des Johann Köhler) (1693–1694)
- Kunstmann (1694)
- Andreas Kaufmann (ab 1705)
- Jochim Kowalski (1717–1729)
- Friedrich Seidler (1743–1770)
- Gaebler (ab 1770)
- Lindner (ab 1789)
- Isaak Kramer (1800–1823), ab 1823 Eigentümer der Papiermühle

### 19. Jahrhundert

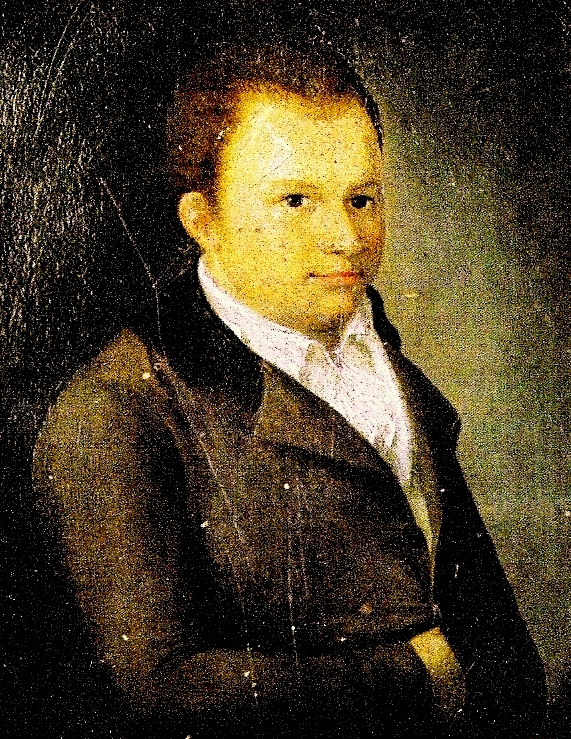
Isaac Kramer

Im Jahre 1800 entschied sich Isaac Kramer, ältester Sohn des Kaufmanns Heinrich Gisbert Kramer, Mitglied der Reformierten Gemeinde zu Bützow, gegen die Übernahme des gut etablierten Handelshauses seines Vaters in der Langen Straße 60/62. Stattdessen erhielt er den Zuschlag zur Pacht der maroden Bützower Papiermühle, die von der herzoglichen Landesregierung ausgeschrieben worden war. Das Unternehmen befand sich in einem schlechten Zustand, mit baufälligen Gebäuden, defekten Schornsteinen und verschlissenen Arbeitsgeräten. Auch der neu eingezogene Pächter war mit den baulichen Anforderungen konfrontiert, die bereits im 18. Jahrhundert entstanden waren. Im Jahr 1809 wandte sich  Kramer an die Landesregierung, um über die mangelhaften Trockenmöglichkeiten für sein Papier zu klagen:
Die schwierigen Zeiten während der napoleonischen Kriege erschwerten Investitionen, und die Landeskasse war leer. Letztendlich wurde die Papiermühle privatisiert durch einen Erbbaupachtvertrag, bei dem das Land im Besitz des nunmehr erhobenen Großherzogs verblieb, aber die Gebäude und Ausrüstung dem Pächter gehörten. 1823 wurde die Papiermühle zum Verkauf angeboten, und der bisherige Pächter Kramer erwarb sie durch ein Angebot von 4000 Talern und Verzicht auf 1700 Taler an Baukosten. Als erster privater Besitzer investierte er in das Unternehmen, insbesondere in die Behebung des Wassermangels, der den Antrieb der Wasserräder beeinträchtigte. Der Papierfabrikant hatte sich jedoch mit den Investitionen übernommen, was dazu führte, dass Tilgungsraten und Zinsen für die aufgenommenen Kredite seine Liquidität zunehmend einschränkten. Er konnte daher keine Mittel für eine längst fällige Dampfkesselanlage aufbringen, die den unproduktiven Pferdeantrieb ersetzen und den Betrieb wettbewerbsfähig machen würde. 1837 war der Konkurs nicht mehr zu vermeiden und die großherzogliche Kammer erwog, die Gebäude an die Strafanstalt Dreibergen zu übergeben. Doch dann meldete sich der Papiermacher Heinrich Carl Friedrich Bleeck aus Hohen Sprenz als Interessent. Obwohl die wirtschaftliche Situation sich verbesserte und das Inventar vergrößert wurde, bot er nur die Hälfte des Kaufpreises von 1823 an. Trotz ihrer eigenen finanziellen Notlage stimmte die großherzogliche Landesregierung unter Friedrich Franz I. von Mecklenburg-Schwerin zu.
Auch Papiermacher Bleeck hatte anfangs Schwierigkeiten, er stellte jedoch weiterhin das Büttenpapier nach alter Methode her. Am 18. Oktober 1868 wurden sein Wohnhaus und Fabrikgebäude durch einen Brand zerstört. Doch er baute eine neue Maschinenpapierfabrik mit einer modernen Dampfkesselanlage, die das Unternehmen auf gleiche Höhe mit der Konkurrenz brachte. Der Wert seines Unternehmens steigt so stark an, dass Bleeck bei der Übergabe an seine Söhne Helmut und Ludwig im Jahr 1875 eine Hypothek von über 30.000 Talern aufnehmen konnte, obwohl er 33 Jahre zuvor nur 2200 Taler für die Papiermühle ausgab. Die Gebrüder Bleeck nutzten alle technischen Neuerungen jener Zeit und entwickelten die Papiermühle zur Papierfabrik. Es wurde hauptsächlich Packpapier hergestellt, Altpapier wurde zunehmend verarbeitet und die Produktion von Schreibpapier und Papier für den Buchdrucker wurde eingestellt.

### 20. Jahrhundert
Die Fabrik wurde erneut von Bränden in den Jahren 1900 und 1907 schwer beschädigt. Obwohl die Industriellen Neuerungen der Zeit für die Technik übernommen wurden, bleib der Ausbau und Umbau der Fabrikräume zunächst im Hintergrund. Aufgrund von Schwierigkeiten wird die Fabrik schließlich im Jahr 1917 für 750.000 Mark verkauft.

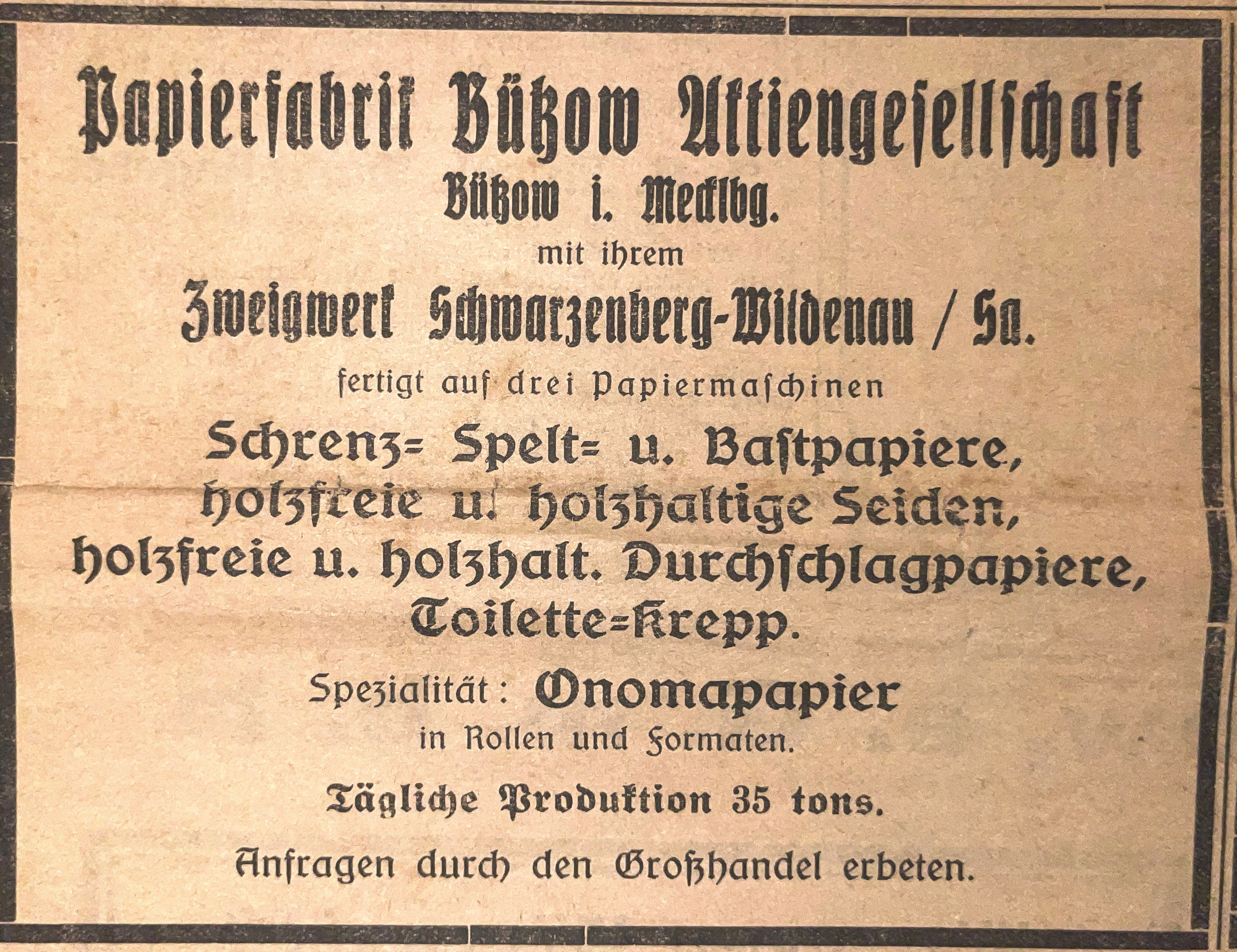
Annonce der Aktiengesellschaft von 1929

Die Stettiner Papier- und Pappenfabrik übernahm das Unternehmen und brachte es 1921 mit einem Wert von zwei Millionen Mark in eine neue Aktiengesellschaft ein. Dadurch war der Bützower Papierfabrik ein Zweigwerk in Schwarzenberg-Wildenau, Sachsen angegliedert, welches eine Produktionspalette von Seidenpapieren, Durchschlagpapier und Toiletten-Krepp-Papier herstellte. Ein neuer Anfang wurde geschaffen, zunächst erfolgte eine Aufklärung über die aktuellen Verhältnisse. Die Abteilung II. des Grundbuchs wurde geleert, in der veraltete Lasten, wie die für Krautungen in Mühlenbächen, die längst nicht mehr existierten, entfielen. Doch wurde nichts Wesentliches in Bauten oder Maschinen investiert, was für einen gesunden Betrieb essentiell ist. Es fehlte zudem an angemessener Arbeiterpolitik, das Streben nach reinem Profit dominierte. Im Jahr 1926 wurde die Fabrik erneut durch ein Feuer zerstört. Die Papierfabrik Bützow A.G. bestand zehn Jahre, bis es am 23. März 1931 schließlich zum Zusammenbruch kam.

Im Zwangsversteigerungsverfahren vom 2. Oktober 1931 war die Darmstädter und Nationalbank meistbietend. Sie trat jedoch ihre Rechte an Johann J. G. Holzkämper (1881–1955), Direktor der Nordstern-Lebensversicherungs-AG in Bremen ab. Die ehemalige herzogliche Papiermühle wurde zur Papierfabrik Bützow G.m.b.H. umgewandelt.
 Holzkämper setzte als Werkdirektor den Berliner Kaufmann Leo Bernhard Prinz (1884–1933), einen konvertierten Juden, ein. Dieser vollzog in technischer Hinsicht einen Wandel. Es wurden begonnen neue Fabrikräume zu bauen, die praktisch und gesund waren, und Maschinen wurden ergänzt. Schon vor der Machtergreifung 1933 wurden deutsche Juden entrechtet und verfolgt, zunächst mit willkürlichem Terror, insbesondere durch tätliche Angriffe und  Einschüchterungskampagnen durch die paramilitärische Kampforganisation der NSDAP. Dies geschah auch durch die Bützower Ortsgruppe unter der Führung des Frohnereibesitzers Hans Petitjean. Ab März 1933 wurden u. a. jüdische Bürger aus ihren Freiberufen gedrängt, von ihren Berufsverbänden ausgegrenzt und erhielten Berufsverbote.

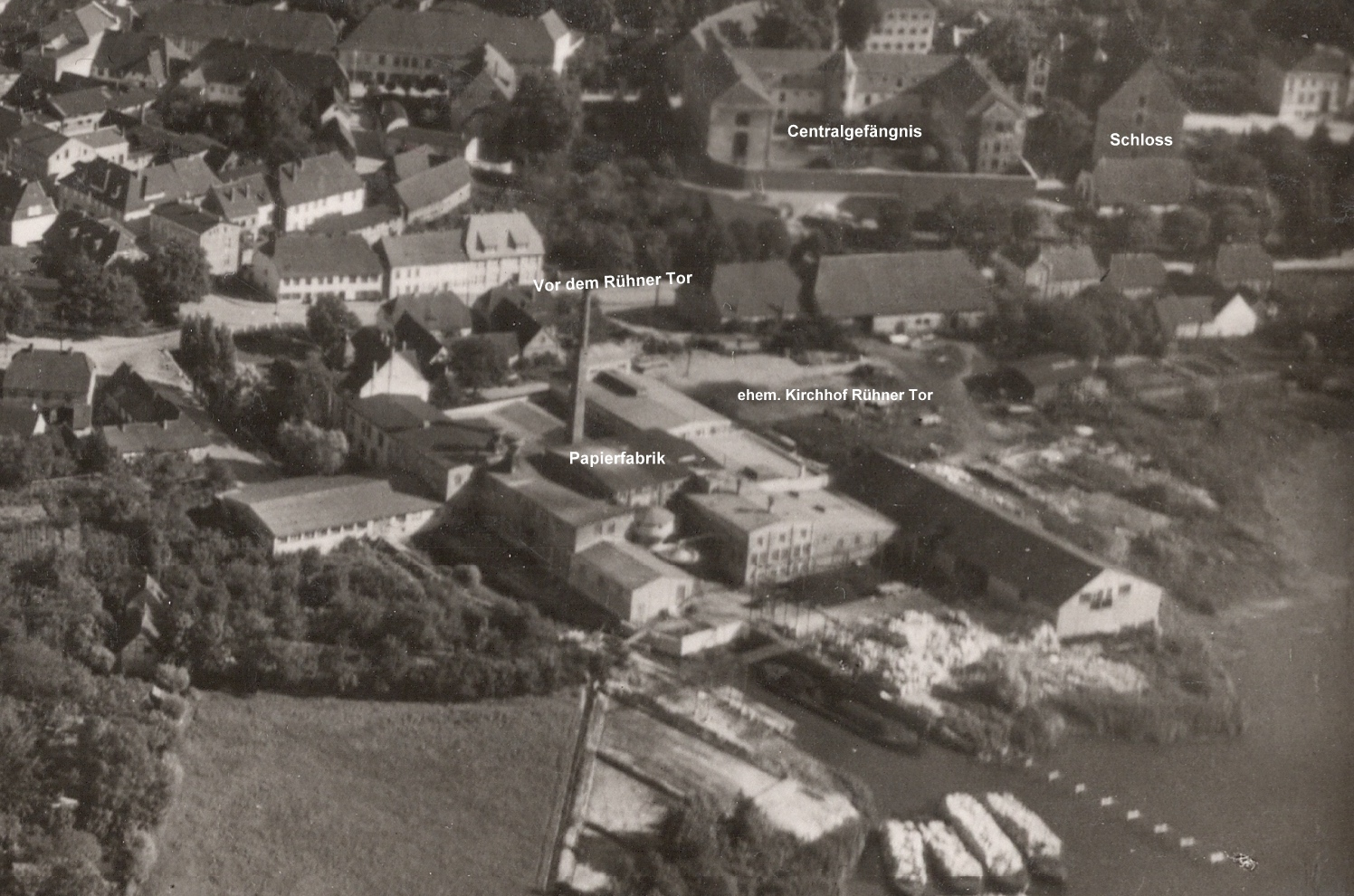
Papierfabrik mit Fabrikhafen

Als nachfolgender Werkdirektor wurde Hans Roland, einem anerkannten Fachmann auf dem Gebiet der Papierherstellung, gefunden. Schon kurz nach dem Erwerb der Fabrik stellte die Direktion fest, dass sich der Transportweg finanziell nicht rentierte. Die steigenden Frachtkosten gefährdeten die Rentabilität des Unternehmens. Deshalb planten Direktor Holzkämper und Werkleiter Roland am 20. Januar 1934 die Verlegung der Papierfabrik. Der Wettbewerbsdruck durch günstigere Fabriken mit besseren Wasserverbindungen in Berlin und Hamburg zwang das Unternehmen zum Verkauf zu gleichen Preisen, was es unkonkurrenzfähig machte. Die Stadt Wittenberge bot ein kostenloses Fabrikgelände mit Wasser- und Bahnanschluss an, aber die Stadt Bützow suchte nach Alternativen, um die Arbeitsplätze zu erhalten. Es wurde vorgeschlagen, einen Wasseranschluss zu errichten, um die Fabrik vor Ort zu behalten. Holzkämper erklärte sich bereit, die Fabrik nicht zu verlegen und weiter auszubauen, wenn eine befahrbare Verbindung zwischen der Warnow und dem Bützower See hergestellt würde, ohne dass er finanziell beteiligt wäre. Der Plan wurde diskutiert und schließlich umgesetzt. Die Arbeiten begannen, mit der Lüßnitz von ihrem Einlauf in die Warnow bis zum Anlauf des Bützower Sees in einer schiffbaren Mindestbreite von 6,60 Meter. Dazu wurde die an der Lüßnitz befindliche Betonbrücke auf eine lichte Höhe von 4 Meter verändert, der Bützower See wurde mit ausreichender Fahrtiefe ausgebaggert und an der Seeseite der Papierfabrik wurde ein Bollwerk als Anlegeplatz errichtet. Bützow erhielt somit 1935/36 neben dem Stadthafen auch einen Fabrikhafen. Der Absatz erfolgte wieder nach Asien, wie vor dem Ersten Weltkrieg. Die Anzahl der Beschäftigten stieg auf 150, und zeitweise wurde in drei Schichten gearbeitet. Die Papierfabrik wurde zum bedeutendsten Industrieunternehmen in Bützow.
Im Jahr 1936 wurde das 350-jährige Jubiläum in einer internen Feier mit positiven Zukunftsaussichten gefeiert. Doch dann brach der Krieg aus. Trotzdem wurden die damit verbundenen Aufgaben erfolgreich bewältigt. Nach dem Zusammenbruch gehörte die Papierfabrik zusammen mit drei anderen Bützower Betrieben zu denen, die auf Reparationskonto fielen und demontiert wurden.

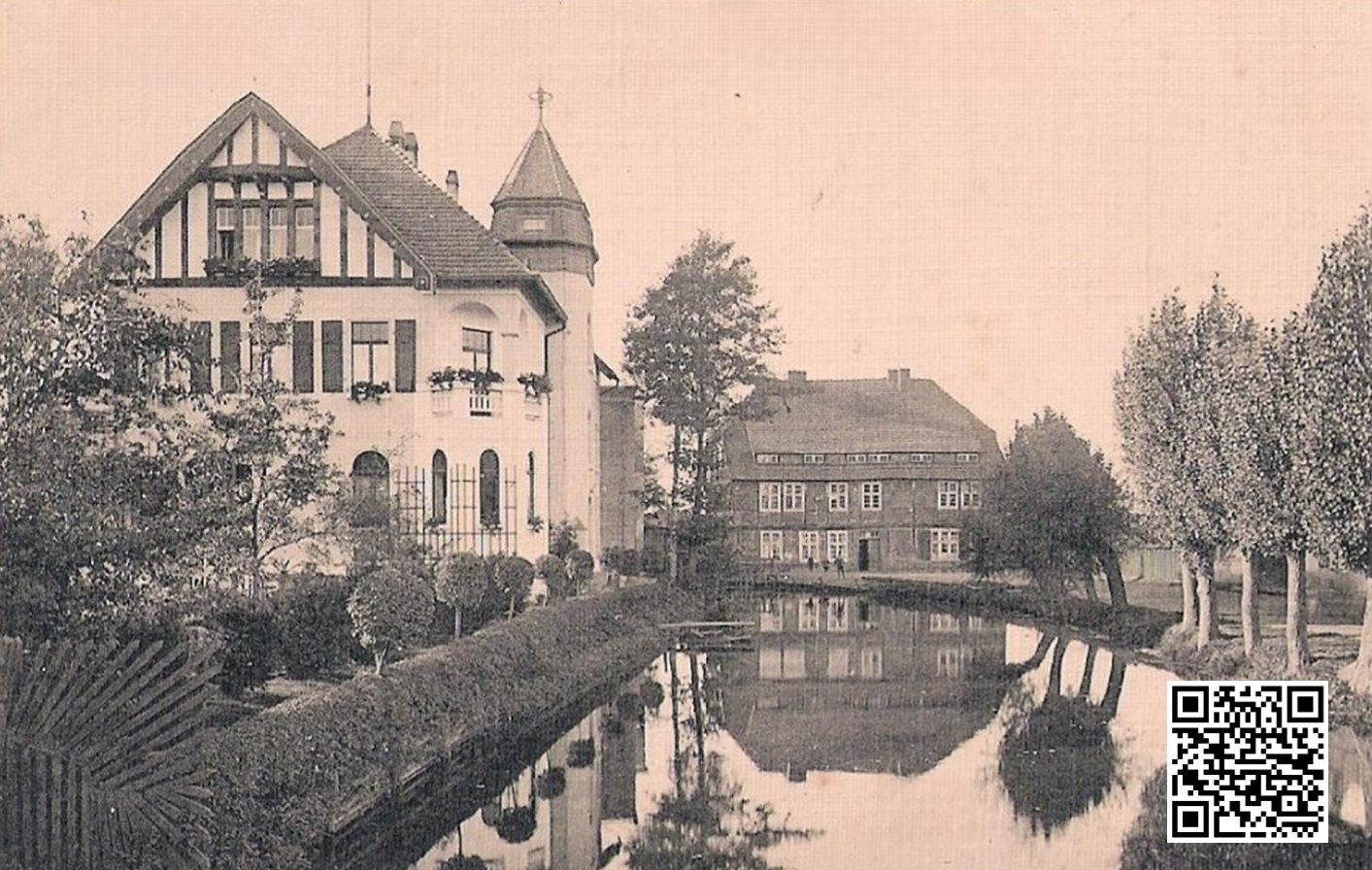
Bleeck’sche Villa um 1910
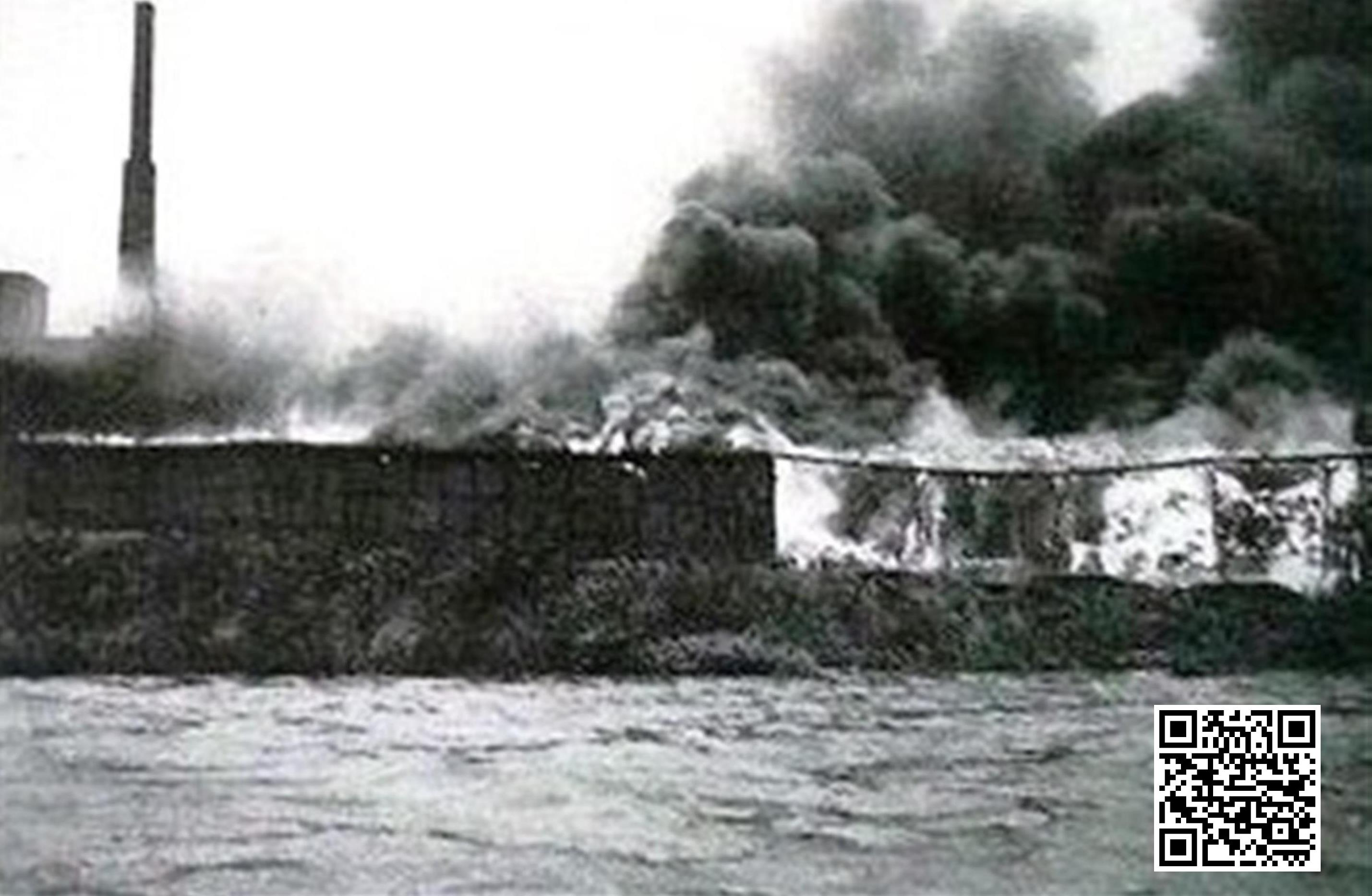
Brand der Fabrik von 1926

### Gegenwart
Nach 1949 wurden die Fabrikgebäude für einen Volkseigenen Betrieb für Bau- und Möbeltischlerei umgewandelt, der schließlich als VEB Möbelwerke „Ernst Mundt“ Bützow, Mitglied des Kooperationszentrum Bützow-Schwerin bekannt wurde. Dieser Betrieb wurde unter der Sozialistische Einheitspartei Deutschlands bis zur Wende 1989 zum wichtigen Arbeitgeber und zu einem führenden Betrieb in der DDR. Die Anbauwände und Wohnzimmermöbel aus Bützow wurden sowohl für das Inland produziert als auch für den Export in das sozialistische Wirtschaftsgebiet. Nach 1989/90 musste das Werk schließen und die alten Fabrikgebäude wurden 2014 abgerissen, um Platz für eine Wohnanlage für Senioren zu schaffen.